# Cophixalus verecundus
Cophixalus verecundus är en groddjursart som beskrevs av Richard G. Zweifel och Parker 1989. Cophixalus verecundus ingår i släktet Cophixalus och familjen Microhylidae. IUCN kategoriserar arten globalt som otillräckligt studerad. Inga underarter finns listade i Catalogue of Life.